# Ten Days' Wonder
Ten Days' Wonder (Frans: La Décade prodigieuse) is een Franse misdaadfilm uit 1971 onder regie van Claude Chabrol.

## Verhaal
Charles is de adoptiefzoon van het rijke echtpaar Theo en Helene Van Horn. Op een dag wordt hij wakker met bebloede handen en kan hij zich niets meer herinneren. Hij vindt steun bij zijn voormalige hoogleraar wijsbegeerte Paul Regis. Hij haalt hem over om nog enkele dagen op het landhuis Van Horn te blijven. Paul komt erachter dat Charles en Helene een verhouding hebben.

## Rolverdeling
| Acteur              | Personage        |
| ------------------- | ---------------- |
| Anthony Perkins     | Charles Van Horn |
| Michel Piccoli      | Paul Regis       |
| Marlène Jobert      | Helene Van Horn  |
| Orson Welles        | Theo Van Horn    |
| Guido Alberti       | Ludovic          |
| Ermanno Casanova    | Eenogige man     |
| Mathilde Ceccarelli | Receptionist     |